# Breaking Point (сингл Bullet for My Valentine)
«Breaking Point» (укр. Межа міцності) — це четвертий і фінальний сингл валлійського металкор-гурту «Bullet for My Valentine» з їх четвертого альбому «Temper Temper». Продюсером виступив Дон Гілмор.

## Про сингл
Офіційна дата виходу синглу — 12 червня 2013, хоча музичний відеокліп був представлений раніше — 7 червня. Також ця композиція, як і «P.O.W.», не отримала власної обкладинки.

У коментарі Track by Track на Spotify Меттью Так коротко розповів про пісню та висловив свою думку щодо неї:
«Перша пісня на платівці називається „Breaking Point“. Це був перший трек, який ми фактично написали, на ранок після того, як потрапили до Таїланду. Тож насправді це вийшло досить швидко, і ми насправді не очікували, але це просто вилетіло, знаєте. Ми насправді не знали, що робимо музично чи що-не будь ще, тому що ми нічого не писали попередньо. Тож ми просто потрапили до кімнати разом і почали забивати рифи, і, знаєте, ми замкнулися в якійсь атмосфері, і все. А потім це як би виринуло з нас приблизно за дві години. І це було насправді. Для мене це один з моїх улюблених треків, виключно тому, що він як би охоплює все те, що було у Bullet for My Valentine у 2012—2013 роках. У ньому є кожен елемент, який нам подобається з хардроку. І так, це хороша атмосфера».

## Список композицій
| #  | Назва            | Тривалість |
| -- | ---------------- | ---------- |
| 1. | «Breaking Point» | 3:42       |

## Позиції в чартах
| Чарти (2013)                    | Найвища позиція |
| ------------------------------- | --------------- |
| США Mainstream Rock (Billboard) | 36              |

## Учасники запису
Інформація про учасників запису запозичена з сайту AllMusic:
- Меттью Так — вокал, ритм-гітара
- Майкл Педжет — гітара, беквокал
- Джейсон Джеймс — бас-гітара, вокал
- Майкл Томас — барабани